# William Bigler

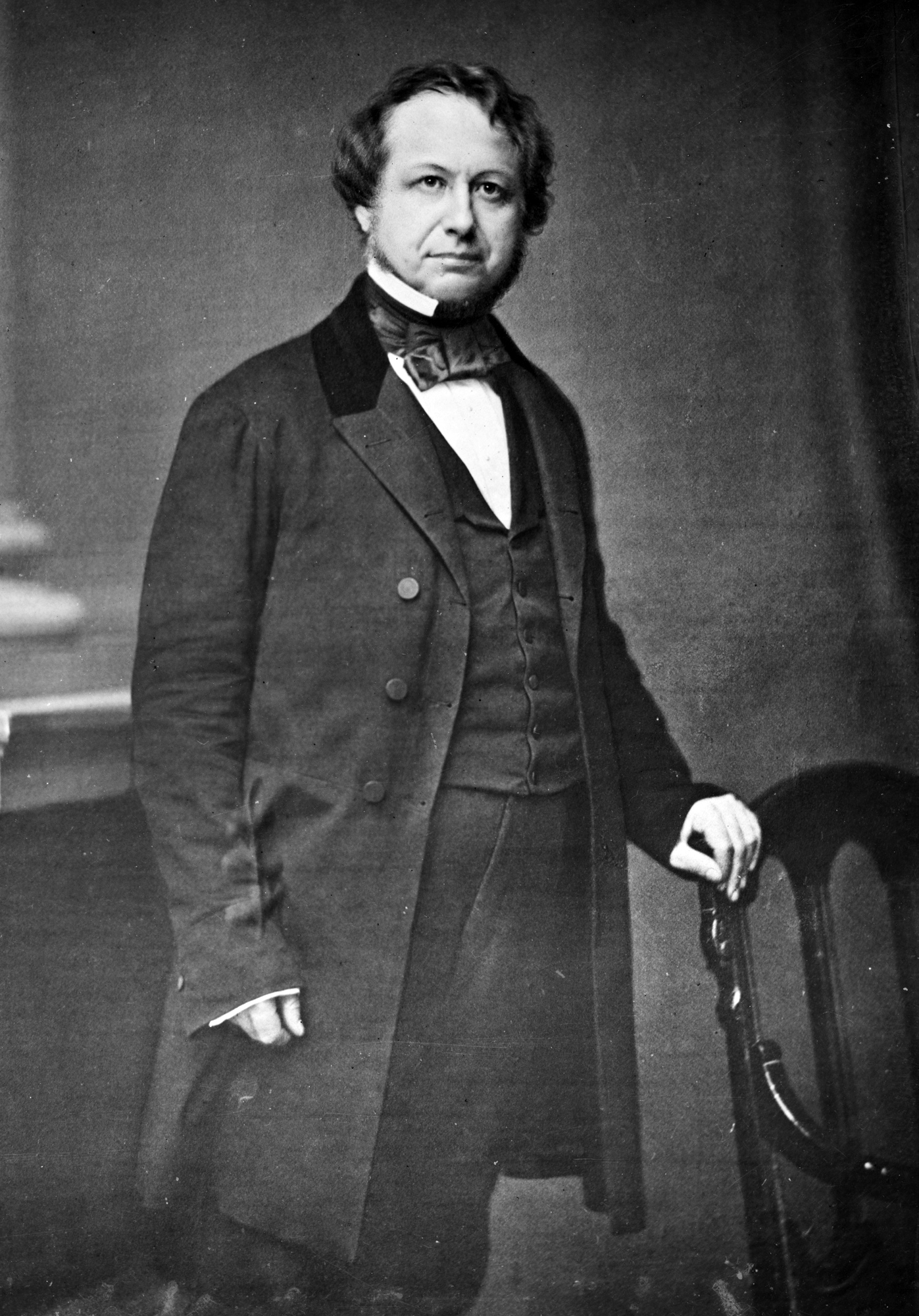
William Bigler

William Bigler (* 11. Januar 1814 im heutigen Perry County, Pennsylvania; † 9. August 1880 in Clearfield, Pennsylvania) war ein US-amerikanischer Politiker. Er war von 1852 bis 1855 der 12. Gouverneur des Bundesstaates Pennsylvania, den er zudem im US-Senat vertrat.

## Frühe Jahre und politischer Aufstieg
William Bigler besuchte zeitweise die örtlichen Schulen seiner Heimat. Ein Teil seiner Schulbildung wurde ihm von seinem Bruder John vermittelt, der zwischen 1852 und 1856 Gouverneur von Kalifornien werden sollte. Seit 1829 machte William Bigler eine Lehre im Druckereiwesen. Danach zog er nach Clearfield, wo er 1833 die Zeitung „Clearfield Democrat“ gründete. Über seinen Schwiegervater, der im Holzgeschäft tätig war, gelangte auch William Bigler in diese Branche.
Zwischen 1841 und 1847 war Bigler Mitglied des Senats von Pennsylvania. In dieser Zeit war er zweimal Präsident des Hauses. Im Jahr 1849 wurde er Steuerbeauftragter des Staates (Pennsylvania Revenue Commissioner), ehe er im Jahr 1851 von seiner Demokratischen Partei ala Kandidat für die anstehende Gouverneurswahl nominiert wurde. Bei dieser konnte er Amtsinhaber William Freame Johnston schlagen.

## Gouverneur von Pennsylvania
William Bigler trat sein neues Amt am 20. Januar 1852 an. In seiner Amtszeit wurde eine staatliche Schule für geistig zurückgebliebene Kinder gegründet. Damals wurde auch in den einzelnen Countys das Amt des Schulrates eingeführt. Die Eisenbahnlinie zwischen Philadelphia und Pittsburgh wurde fertiggestellt und eröffnet. Obwohl Bigler ein Gegner der Sklaverei war, unterstützte er die Durchführung des so genannten „Fugitive Slave Act“. Dieses Bundesgesetz verpflichtete seit 1850 die US-Bundesstaaten, aus dem Süden geflohene Sklaven gefangen zu nehmen und sie wieder auszuliefern. Biglers Vorgänger Johnston hatte sich diesem Gesetz widersetzt. Auch der im Jahr 1854 erlassene Kansas-Nebraska Act wurde von Bigler unterstützt. Dieses Gesetz hob den Missouri-Kompromiss auf und überließ die Frage der Ausweitung der Sklaverei den Bürgern dieser beiden durch dieses Gesetz geschaffenen Territorien. In Pennsylvania war der Kansas-Nebraska Act sehr unbeliebt und der Gouverneur verlor durch seine Haltung in dieser Frage viel Sympathien. Das führte bei den nächsten Gouverneurswahlen zu seiner Abwahl.

## Weiterer Lebenslauf
Nach seiner Wahlniederlage musste William Bigler sein Amt am 16. Januar an seinen Nachfolger James Pollock übergeben. Danach wurde er Präsident der Eisenbahngesellschaft Philadelphia and Erie Railroad. Zwischen dem 14. Januar 1856 und dem 3. März 1861 war Bigler Mitglied des US-Senats. Dort war er in mehreren Ausschüssen tätig. In seiner Zeit im Senat setzte er sich für eine friedliche Lösung des Gegensatzes zwischen den Nord- und Südstaaten ein. In den Jahren 1860, 1864 und 1868 war er jeweils Delegierter zur Democratic National Convention. Im Vorfeld der 1876 anstehenden Feiern zum 100. Jahrestag der amerikanischen Unabhängigkeit gehörte Bigler dem Planungsausschuss an. Er gehörte zu den Befürwortern einer internationalen Ausstellung in Philadelphia. Ursprünglich hatte man nur eine Ausstellung auf nationaler Ebene geplant. Im Jahr 1876 unterstützte er den Präsidentschaftswahlkampf des knapp gescheiterten Samuel J. Tilden. Er wurde auch zum Beobachter bei der Neuauszählung der Stimmen in New Orleans berufen. William Bigler starb am 9. August 1880. Er war mit Mary J. Reed verheiratet, mit der er fünf Kinder hatte.